# No Churrasco 2
No Churrasco 2 é o quarto álbum ao vivo da dupla sertaneja brasileira Clayton & Romário, lançado em 10 de junho de 2022 pela Virgin Music, produzido pelo próprio Clayton. É uma continuação do álbum anterior No Churrasco, lançado em 2020, que trazia o sucesso Pingaiada, que fez a dupla ganhar projeção.
Esse álbum contém os sucessos Água Nos Zói, com participação especial da dupla Jorge & Mateus, e Aí Eu Chorei.
O álbum também contém uma versão anterior, apenas com 10 faixas, lançado em 11 de março de 2022.

## Antecedentes e gravação
Em 2020, Clayton & Romário ficaram conhecidos com as lives no YouTube e a música Pingaiada, do álbum No Churrasco. Com todo esse sucesso, a dupla escolheu a Fazenda Didi Paraná, em Divinópolis, para a gravação do DVD, em 21 de fevereiro de 2021, com as participações especiais das duplas Guilherme & Benuto e Jorge & Mateus e do cantor de forró Zé Vaqueiro. Antes do lançamento do primeiro single Água Nos Zói, a dupla lançou um EP, que serviu de "esquenta" para o lançamento, intitulado O Melhor das Lives, em abril de 2021.

### Impedimento
Na data em que o DVD foi gravado, a pandemia de COVID-19 ainda estava em um pico muito alto e, no local da gravação, haviam cerca de 300 pessoas no local, o dobro de pessoas previstas. Apesar da promessa de respeito às normas de segurança sanitária, agentes da Vigilância Sanitária afirmam ter encontrado irregularidades e impediram a apresentação. A Prefeitura informou ter sido avisada previamente sobre a realização do evento, mas, na prática, as normas de prevenção não foram seguidas.

## Lançamento e recepção
O primeiro single Água Nos Zói, com participação especial da dupla Jorge & Mateus, foi lançado em 15 de outubro de 2021. Em dezembro de 2021, os singles Ausência (releitura de Chrystian & Ralf) e Álcoolnível. Em seguida, o EP 1, reunindo 4 faixas e as outras três citadas, chegava às plataformas digitais. A primeira parte do álbum, com 10 faixas, foi lançado em 11 de março de 2022. Até esse momento, o EP 1 alcançado mais de 27,5 milhões de visualizações no YouTube, sendo Água Nos Zói a responsável por 19 milhões desses views. Com o lançamento, o destaque ficou para a música Aí Eu Chorei. Só em 10 de junho, saiu a segunda parte, sendo o álbum completo, juntando todas as 16 faixas gravadas no projeto.

## Lista de faixas
As canções inéditas estão marcadas em negrito.
| N.º            | Título                                                       | Compositor(es) | Artista original                                          | Duração |  |
| 1.             | "Água Nos Zói" (part. Jorge & Mateus)                        | Anajuh / Diego Silveira / Junior Sillva / Lucas Papada / Thales Lessa                                                                         |                                                           | 3:08    |  |
| 2.             | "Sufocado (Drowning) / Volta Pra Mim / Alô"                  | Linda Thompson / Andreas Carlsson / Rami Yacoub / versão: César Augusto / Bozzo Baretti Cleberson Horsth / Ricardo Feghali Fátima Leão / Feio | Zezé Di Camargo & Luciano Roupa Nova Chitãozinho & Xororó | 5:00    |  |
| 3.             | "Aí Eu Chorei"                                               | Alex Alves / Henrique Alves / Ricardo Rana / Simini                                                                                           |                                                           | 2:56    |  |
| 4.             | "Remédio Novo"                                               | Elcio Di Carvalho / Gustavo Martins / Matheus Neves / Renato Sousa                                                                            |                                                           | 2:47    |  |
| 5.             | "A Dor Desse Amor (A Puro Dolor) / Inesquecível / Na Hora H" | Omar Alfanno / versão: Piska Mauro Sergio / Sergio Porto Bruno / Felipe                                                                       | KLB Hugo Pena & Gabriel Zezé Di Camargo & Luciano         | 4:57    |  |
| 6.             | "Questão de Necessidade"                                     | Gustavo Martins / Isabella Resende / Kito / Rafaela Miranda                                                                                   |                                                           | 2:39    |  |
| 7.             | "Truco" (part. Guilherme & Benuto)                           | Lucas Ing / Matheus Costa / Rodrigo Reys |                                                           | 3:10    |  |
| 8.             | "Se Eu Pedir Cê Volta / Ela É Demais"                        | Fábio Viana / Renato Barros Elias Muniz | Jorge & Mateus Rick & Renner                              | 2:45    |  |
| 9.             | "Calma Coração"                                              | Diego Silveira / Lari Ferreira |                                                           | 2:44    |  |
| 10.            | "Álcoolnível"                                                | Alexandre / Alyfer Rodrigues / Felipe Bessa / Leo Vinicius                                                                                    |                                                           | 2:50    |  |
| 11.            | "Talismã / 24 Horas de Amor"                                 | Michael Sullivan / Paulo Massadas César / José Fortuna                                                                                        | Leandro & Leonardo Matogrosso & Mathias                   | 3:42    |  |
| 12.            | "Curtindo a Bad" (part. Zé Vaqueiro)                         | Danillo Davilla / Thawan Alves |                                                           | 2:56    |  |
| 13.            | "Ausência"                                                   | Chrystian / Ralf | Chrystian & Ralf                                          | 3:39    |  |
| 14.            | "Cachorro Caramelo"                                          | Gabriel Pedrico / Rene Rocha / Túlio Pedrico / Virgilio Franco                                                                                |                                                           | 2:30    |  |
| 15.            | "Medo Da Chuva / Cadê Você / Meu Ex Amor"                    | Raul Seixas / Paulo Coelho Odair José Amado Batista / Reginaldo Sodré                                                                         | Raul Seixas Odair José Amado Batista                      | 3:26    |  |
| 16.            | "Tô Ou Não Tô Liberado"                                      | Gui Prado / Matheus Costa / Rafaela Miranda / Rayane Santos                                                                                   |                                                           | 2:12    |  |
| Duração total: | Duração total:                                               | Duração total: | Duração total:                                            | 51:21   |  |

| Primeira versão |                                           |         |  |
| N.º             | Título                                    | Duração |  |
| 1.              | "Calma Coração"                           | 2:44    |  |
| 2.              | "Água Nos Zói" (part. Jorge & Mateus)     | 3:08    |  |
| 3.              | "Remédio Novo"                            | 2:47    |  |
| 4.              | "Aí Eu Chorei"                            | 2:56    |  |
| 5.              | "Ausência"                                | 3:39    |  |
| 6.              | "Álcoolnível"                             | 2:50    |  |
| 7.              | "Cachorro Caramelo"                       | 2:30    |  |
| 8.              | "Tô Ou Não Tô Liberado"                   | 2:12    |  |
| 9.              | "Questão de Necessidade"                  | 2:39    |  |
| 10.             | "Medo Da Chuva / Cadê Você / Meu Ex Amor" | 3:26    |  |
| Duração total:  | Duração total:                            | 28:51   |  |